# Порівняльні дослідження
Порівняльне дослідження — це дослідницька методологія в соціальних науках, прикладом якої є крос-культурні або порівняльні дослідження, метою яких є порівняння між різними країнами або культурами. Головна перешкода в проведенні порівняльних досліджень полягає в тому, що масиви даних у різних країнах можуть по-різному характеризувати категорії (наприклад, використовуючи різні визначення бідності) або не використовувати однакові категорії.

## Визначення
Простіше кажучи, порівняльне дослідження — це акт порівняння двох або більше об'єктів з метою дізнатись щось про один або всі об'єкти, що порівнюються.. Цей метод часто використовує декілька дисциплін в одному дослідженні. Коли йдеться про метод, більшість погоджується з тим, що не існує методології, притаманної лише порівняльним дослідженням. Міждисциплінарний підхід хороший завдяки гнучкості, яку він пропонує, але порівняльні програми справді мають аргументи, щоб відповісти на те, що їхнім дослідженням бракує «цілісного цілого».
Однак існують методи, які є набагато більш поширеними в порівняльних дослідженнях, ніж інші. Кількісний аналіз застосовують набагато частіше, ніж якісний, і це видно з більшості порівняльних досліджень, які використовують кількісні дані. Загальний метод порівняння об'єктів для порівняльного дослідження такий самий, як і той, що ми використовуємо нашій буденній практиці порівняння. Подібні випадки розглядаються однаково, а різні випадки розглядаються по-різному; ступінь відмінності визначає, наскільки по-різному необхідно розглядати випадки. Якщо людина здатна достатньою мірою розрізнити два підходи, то висновки дослідження не будуть дуже корисними.
Вторинний аналіз кількісних даних є відносно поширеним у порівняльних дослідженнях, що, безсумнівно, частково пов'язано з вартістю отримання первинних даних для таких великих об'єктів, як політичне середовище країни. Це дослідження, як правило, є аналізом агрегованих даних. Порівняння великої кількості даних (особливо державних джерел) переважає. Типовим методом порівняння держав загального добробуту є збалансування рівнів їхніх витрат на соціальний захист
Відповідно до того, як багато теоретизування відбулося в минулому столітті, порівняльні дослідження не прагнуть досліджувати «великі теорії», такі як марксизм . Натомість вони займаються теоріями середнього рівня, які не мають на меті описати нашу соціальну систему у всій її повноті, а лише частину. Наприклад, загальна дослідницька програма, що шукає відмінності між двома чи більше соціальними системами, а потім розглядає ці відмінності у зв'язку з деякими іншими змінними, що співіснують у цих суспільствах, щоб побачити, чи є вони пов'язаними між собою. Класичним зразком цього є дослідження Еспінга-Андерсена про системи соціального забезпечення. Він помітив різницю в типах систем соціального забезпечення і порівняв їх на основі рівня декоммодифікації соціальних благ. Він виявив, що може класифікувати держави загального добробуту на три типи, виходячи з рівня їхньої декомунізації. Далі він теоретично обґрунтував, що декоммодифікація ґрунтується на поєднанні класових коаліцій і мобілізації, а також на спадщині режиму. Тут Еспінг-Андерсен використовує порівняльні дослідження: він бере багато західних країн і порівнює їхній рівень декоммодифікації, а потім розвиває теорію розбіжності на основі своїх висновків.
Порівняльні дослідження можуть приймати різні форми. Два ключових фактори — простір і час. У просторовому плані міжнаціональні порівняння є, безумовно, найбільш поширеними, хоча порівняння всередині країн, що відрізняють різні території, культури чи уряди, також існують і є дуже конструктивними, особливо в такій країні, як Нова Зеландія, де політика часто змінюється залежно від того, до якої раси вона відноситься. Періодичні міжрегіональні дослідження включають порівняння схожих чи різних країн або груп країн, порівняння власної країни з іншими або з усім світом.
Історичне порівняльне дослідження передбачає порівняння різних часових періодів. Два основних варіантами в рамках цієї моделі — порівняння двох етапів у часі (або моментальних знімків, або часових рядів), або просто порівняння одного й того ж явища в часі, щоб побачити, чи відрізняються ефекти політики протягом певного проміжку часу.
Коли йдеться про тематику порівняльних досліджень, багато хто стверджує, що вона не є унікальною. Це дійсно може бути правдою, але короткий огляд порівняльних досліджень показує, що деякі теми повторюються частіше, ніж інші. Визначення того, які чинники — соціально-економічні чи політичні — є більш важливими для пояснення дій уряду, є знайомою темою. Загалом, єдине, що є безсумнівним у питаннях порівняльного дослідження — це існування відмінностей, які слід аналізувати.

## Розвиток
Як стверджує Муціос, крос-культурні та порівняльні дослідження слід розглядати як частину наукового духу, що зародився в Греції в VI столітті, і загальної оцінки знань і навчання, яка була характерна для V століття. Іншими словами, це частина появи епістеми та філософії, як любові до знань, що не залежить від матеріальних благ. Епістема, як форма та діяльність у сфері логосу, знаменувала собою розрив когнітивної замкнутості і сприяла емпіричному дослідженню, логічній аргументації та пошуку істини. А висока повага до інтелектуальної діяльності породила непідробну цікавість до інших культур, яка згодом лягла в основу порівняльних досліджень.
Крім того, за грецьким порівняльним поглядом також стояли філософські та політичні запитання, які характеризували життя демократичного полісу. Філософські пошуки, від мілетійців до софістів, ставили під сумнів уявлення та пізнавальні традиції власного народу; дослідження традицій інших народів було, як демонструють "Історії " Геродота, діяльністю, пов'язаною з етосом філософської критики, що характеризував демократичне життя в Греції. Аналогічно, піддавання сумніву грецьких законів та інститутів, а також пов'язаних з ними цінностей і практик (наприклад, ісегорії та паррезії), як частини грецької політики, пов'язане з намаганням перших істориків осмислити власні інститути через дослідження інститутів інших народів.
За словами Карла Дойча, ми використовуємо цю форму дослідження вже понад 2000 років. Порівняння явищ чи об'єктів має важливе значення для фундаментальних наукових і філософських досліджень, які проводяться вже протягом тривалого часу. Переважна кількість авторів більш консервативні у своїх оцінках того, як довго ми проводимо порівняльні дослідження. Здебільшого, це марні дебати щодо визначення традиції з тими, хто ставить під сумнів, чи можна вважати порівняння речей порівняльним дослідженням.
Підручники з цієї форми дослідження почали з'являтися ще у 1880-х роках, але її шалена популярність почалася після Другої світової війни. Існує багато причин, чому порівняльні дослідження посіли почесне місце в інструментарії соціального науковця. Глобалізація стала головним фактором, що збільшив бажання і можливості для освітніх обмінів та інтелектуальної цікавості до інших культур. Інформаційні технології дозволили отримання більшої кількості кількісних даних для порівняння, а міжнародні комунікаційні технології сприяли легкому поширенню цієї інформації.